# اوژن لوتاندر
اوژن لوتاندر (فرانسوی: Eugène Letendre‎; ۱۰ اوت ۱۹۳۱ – ۲۴ آوریل ۲۰۱۴) دوچرخه‌سوار اهل فرانسه بود.